# سعد عبد العزيز الرويشد
سعد بن عبد العزيز بن عبد الرحمن الرويشد (1331 هـ - 1435 هـ ) / (1913- 2013)، مؤرخ وأديب سعودي مخضرم، من مساهمي الحركة الثقافية والدراسات التاريخية، وهو من رجال الملك عبد العزيز آل سعود، وأول من أرّخ لسياسة الدولة السعودية الناشئة ومراحل توحيدها، وكان يلقي محاضرات عن الملك عبد العزيز في اليوم الوطني السعودي، وظلّت محاضراته تذاع سنويًا على مدى أكثر من عشر سنوات، وبتوجيه من الملك فهد بن عبد العزيز، وهو عضو مؤسس لعدد من الشركات السعودية كشركة كهرباء الرياض، شركة مطابع الرياض، وشركة الغاز والتصنيع، من أبرز أعماله كتاب (العقد الثمين من شعر محمد بن عثيمين) الذي جمعه وضبطه وعلق عليه، وعدد من الدراسات التاريخية التي أرّخ فيها لمراحل نشوء وتطور الدولة السعودية، ونشرها بعنوان (لمحات من تاريخ الملك عبد العزيز)، وهو والد عبد الله سعد الرويشد، توفي في الرياض يوم 31 ديسمبر 2013.

## حياته
ولد في الرياض عام 1913، وفيها نشأ وتعلم، وأخذ علومه من المساجد والكتاتيب وحفظ القران الكريم، والتحق بالكثير من حلقات المشايخ مثل حلقة الشيخ محمد بن إبراهيم آل الشيخ،و حلقة الشيخ سعد بن حمد بن عتيق وعبد اللطيف بن إبراهيم آل الشيخ، وبداءت حياته العملية كاتباً في مكتب رئيس مالية الرياض الشيخ محمد بن شلهوب ثم انتقل للعمل ضمن الخاصة الملكية للملك عبد العزيز آل سعود، والتي كانت برئاسة عبد الرحمن الطبيشي، وبعد وفاة الملك عبد العزيز طلب الشيخ سعد بن رويشد الإحالة إلى التقاعد عام 1953.
تميز بحفظ القرآن كاملًا في مدة قصيرة، إلى جانب حفظه للمتون كمقامات الحريري، وأشعار محمد عبد الله بن عثيمين التي عُرفت بكونها قصائد شديدة الفصاحة إلى درجة الغرابة، وعمل على إخراج قصائد بن عثيمين بعد جمعها والتعليق عليها، وذلك باقتراح من محمد سرور الصبان، أحد رواد الأدب في السعودية.

## مؤلفاته
- العقد الثمين من شعر محمد بن عثيمين، 1955.[1]
- لمحات من تاريخ الملك عبد العزيز.[5]
- السبعة والاربعين رجلاً الذين دخلوا الرياض مع الملك عبد العزيز.

## وفاته
توفي في الرياض يوم الاثنين 27 صفر 1435 هـ الموافق 31 ديسمبر 2013، عن عمرٍ ناهز 104.